# Norna-Gests þáttr

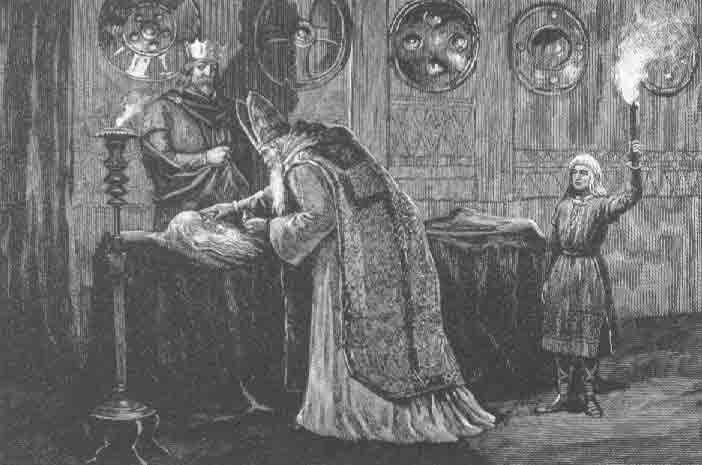
La morte di Nornagest di Gunnar Vidar Forssell

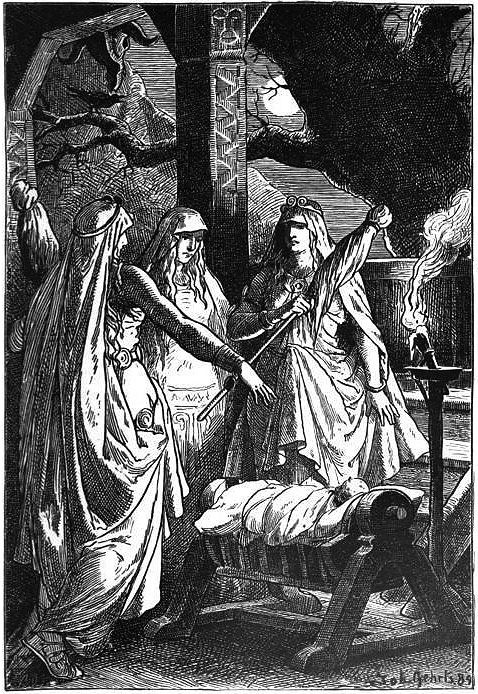
Die Nornen di Johannes Gehrts (1889)

Nornagests þáttr  ("storia di Norna-Gest") è una saga leggendaria sull'eroe norvegese Nornagestr, a volte chiamato Gestr, e qui anglicizzato come Norna-Gest.

## Riassunto
Norna-Gest era il figlio di un danese di nome Thord Thingbiter, che una volta abitava nella tenuta di Grøning in Danimarca . Quando nacque, arrivarono tre Norne e predissero il destino del bambino. Due di loro gli portarono regali. Tuttavia Skuld, la più giovane delle Norne, ritenendo che le altre due la prendessero alla leggera, decise di rendere nulle le promesse di buona fortuna per il bambino. Quindi profetizzò che la sua vita non sarebbe durata più di quella di una candela accesa accanto alla culla. La più anziana delle Norne (Urðr) spense immediatamente la fiamma e chiese a sua madre di nasconderla bene.
Quando Norna-Gest crebbe, divenne il custode della candela e si narra che abbia vissuto per 300 anni. Prese parte alle battaglie di Sigurd il Völsung, trascorse del tempo con il figlio di Ragnar Lodbrok, Björn Ironside e i suoi fratelli, con Starkad, con il re svedese Sigurd Hring, con il re Erik a Uppsala, con il re Harald Fairhair e con il re Hlodver in Germania.
Secondo la leggenda, quando il re Olaf Tryggvason cercò di convertire i norreni al cristianesimo, portò Norna-Gest alla sua corte. Nel terzo anno del regno di re Olaf, Norna-Gest arrivò al cospetto del re e chiese di essere ammesso tra le sue guardie del corpo. Era insolitamente alto e forte e un po' abbattuto dagli anni. In seguito Norna-Gest diede il permesso di essere battezzato per desiderio del re e accese la candela su cui la norna Skuld aveva profetizzato. Secondo la profezia, quando la candela si spense, Norna-Gest morì.

## Fonti letterarie
La storia di Norna-Gest è narrata in Nornagests þáttr, che fu scritta intorno al 1300. La storia è stata successivamente incorporata come episodio della saga di Óláfr Tryggvason nel manoscritto islandese medievale Flateyjarbók che contiene diverse poesie dell'Edda poetica.

## Altri riferimenti
La storia di Nornagest e della sua candela ha una controparte nella mitologia greca: la storia di Meleagro, a cui era stato profetizzato di vivere solo finché un certo tronco non fosse stato bruciato. La storia è inclusa nelle Metamorfosi di Ovidio.
Lo scrittore di fantascienza Poul Anderson incorporò la storia di Nornagest in The Boat of a Million Years, una raccolta di racconti sugli immortali.